# Лупья (коммуна)
Лупья́ (фр. Loupia) — коммуна во Франции, находится в регионе Лангедок — Руссильон. Департамент коммуны — Од. Входит в состав кантона Лиму. Округ коммуны — Лиму.
Код INSEE коммуны — 11207.

## Население
Население коммуны на 2008 год составляло 219 человек.
| 1962 | 1968 | 1975 | 1982 | 1990 | 1999 | 2008 |
| ---- | ---- | ---- | ---- | ---- | ---- | ---- |
| 226  | 254  | 230  | 218  | 221  | 181  | 219  |

## Экономика
В 2007 году среди 148 человек в трудоспособном возрасте (15—64 лет) 101 были экономически активными, 47 — неактивными (показатель активности — 68,2 %, в 1999 году было 77,2 %). Из 101 активных работали 83 человека (47 мужчин и 36 женщин), безработных было 18 (7 мужчин и 11 женщин). Среди 47 неактивных 5 человек были учениками или студентами, 28 — пенсионерами, 14 были неактивными по другим причинам.

## Достопримечательности
- Церковь Нотр-Дам-де-Лупья